# Shinichi Kudo
Shinichi Kudo (工藤 新一, Kudō Shin'ichi), também conhecido como Jimmy Kudo ou Bobby Jackson, é um personagem fictício da série de mangá e anime japonesa Detective Conan (名探偵コナン, Meitantei Conan) de Gōshō Aoyama.
A trama da série desenvolve-se em torno de um estudante considerado um detetive notável que costuma ajudar à polícia em casos complicados. Um dia, enquanto está num parque temático com sua amiga Ran Mouri, ele começa a seguir dois homens suspeitos. Mais tarde, um deles lhe ataca e o obriga a ingerir uma droga chamada de APTX4869. A droga, em vez de matá-lo, transforma ele num menino, que adopta o pseudônimo de Conan Edogawa (江戸川 コナン, Edogawa Konan) para que não o descubram. Ele é adotado por Ran e seu pai, o detetive Kogoro Mouri, bem como ajudado por seu vizinho inventor Hiroshi Agasa. Enquanto isso, Conan colabora na solução de casos que Kogoro não consegue resolver e tenta procurar dados sobre a Organização dos Homens de Preto, à qual fazem parte os homens que lhe atacaram.
Como protagonista da série, ele aparece em toda a história, tanto no anime, quanto no mangá, nos vinte e quatro filmes de animação, nos quatro filmes, nos especiais de televisão, nos jogos e também nas OVAs. Na adaptação de anime, a voz em japonês de Shinichi Kudo é interpretada pelo seiyū Kappei Yamaguchi, e a de Conan Edogawa por Minami Takayama. A versão em espanhol é dublado por Juan Navarro na voz de Shinichi e por Isabel Valls na voz de Conan, enquanto em sua adaptação para a América Latina, Rodrigo Saavedra dublou a voz de Shinichi e Consolo Pizarro a de Conan; em outubro de 2017 a companhia AEDEA finalizou a dublagem para a América Latina.

## Criação e concepção

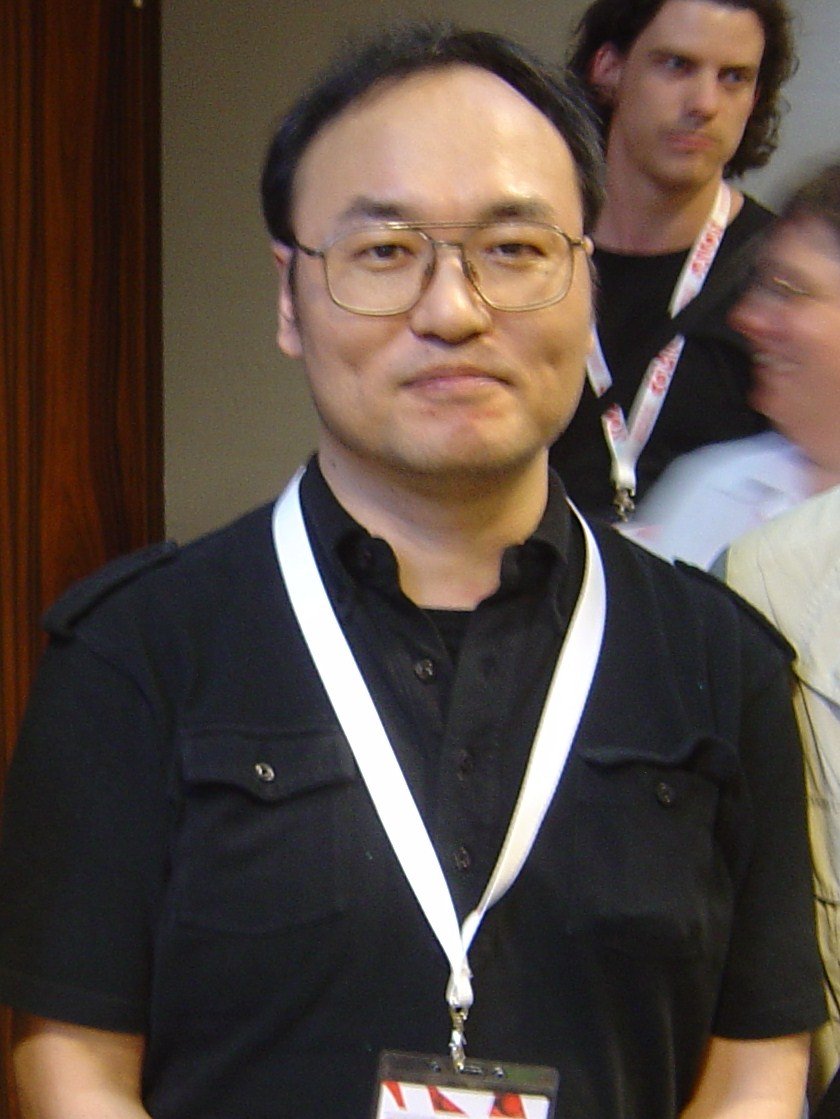
Gōshō Aoyama, criador de Detective Conan.

A ideia de que Shinichi Kudo se transformasse num menino surgiu do conceito original de que o protagonista fosse um gato detetive, no estilo Sherlock Holmes. O plano do mangaka Gōshō Aoyama era que o garoto indicasse a evidência crucial necessária para resolver cada caso; uma actuação que o menino fazia para ajudar aos investigadores. Shinichi é inspirado na também personagem fictício Shunsaku Kudo, detective particular da série de televisão Tantei Monogatari (探 偵 物語) (lit. História de um detetive), que foi interpretado pelo ator Eūsaku Matsuda. Aoyama revelou que seu editor foi contra o uso do nome Conan como o nome do protagonista do anime, pois o protagonista de Conan - O Rapaz do Futuro (未来少年コナン) tinha o mesmo nome. Não obstante, o autor ficou com o nome Conan, achando que sua obra e personagem superaria ao da outra série famosa. A frase que costuma utilizar, —"Só há uma verdade"!  (真実はいつもひとつ!) (Shinjitsu wa Itsumo Hitotsu!) — foi pensada pelo roteirista da adaptação ao anime e levada ao capítulo noventa e seis do mangá ao mesmo tempo.
Numa entrevista ao Newtype, Aoyama declarou que seria mais fácil desenvolver a história deixando o protagonista como estudante do ensino médio, mas que pensou que seria mais interessante um protagonista criança e como poderia explicar suas deduções nos casos aos adultos. Por outro lado, Michihiko Suwa, produtor do anime e dos filmes mencionou que a "prioridade principal é mostrar as habilidades geniais de Shinichi Kudo em resolver mistérios usando o nome de Conan Edogawa". O irmão de Aoyama, que é médico, ajuda ele nos aspectos científicos do mangá como os efeitos da droga APTX4869.

## Personalidade
O pai de Shinichi, Yusaku Kudo, é escritor de novelas policiais, e sua mãe, Yukiko Fujimine, é uma famosa actriz aposentada. Shinichi era um notável jogador de futebol que atuava como centrocampista na sua equipa escolar. Shinichi gosta de ler novelas de crime e mistério, se tornando fã da personagem literário Sherlock Holmes, um detetive com quem compartilha diversas características, como o seu método dedutivo, observação e grande inteligência. Shinichi pensa que todos os crimes têm que ser resolvidos pela "razão e a lógica". Tem um bom manuseio de armas de fogo, já que seu pai levava-o a campos de tiro quando era pequeno. É apaixonado por sua amiga de infância Ran Mouri, ainda que mostre-se tímido ante ela, não sendo capaz de confessar seus sentimentos. Quando é adotado por Ran e seu pai detetive, Conan acha o último "incompetente quando se trata de resolver casos" e que a "maioria de suas deduções não fazem sentido". Por isso, costuma fazer ele dormir com um relógio tranquilizante e mudar sua voz com um modulador para poder resolver as investigações com sucesso, o que acaba fazendo Kogoro virar famoso e receber o apelido de "Kogoro adormecido". Às vezes Ran refere-se a Shinichi como um "maníaco por detetives".

### Aparições
Em Detective Conan

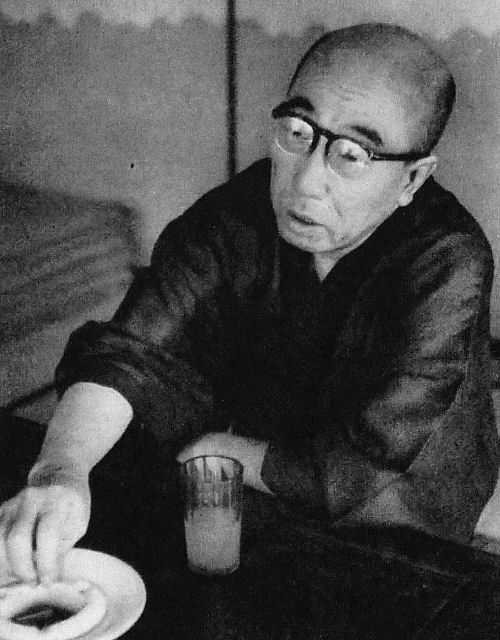
Edogawa Rampo

Shinichi aparece no começo da série como um estudante talentoso de dezessete anos que estuda na Escola Primária Teitan (帝丹小学, Teitan Shōgaku) em Tóquio. Era conhecido por ser um jovem detetive que tinha fechado muitos casos que os profissionais não tinham conseguido resolver, sendo apelidado de "o salvador da polícia". Apesar de estar apaixonado por sua melhor amiga de infância, Ran Mouri, nega-se a admitir seus sentimentos devido à timidez. Mais tarde, num passeio com ela num parque temático, Shinichi deixa-a para seguir dois personagens que ele suspeita serem criminosos. Eles são Gin e Vodka, o primeiro ataca a Shinichi e o obriga a beber uma droga  experimental — a APTX4869 — em seguida fogem, supondo que a droga havia lhe matado. No entanto, ao invés de morrer, a droga faz com que Shinichi seja reduzido fisicamente à idade de sete anos, ainda que conservando sua inteligência adulta. Por conselho do professor e inventor Hiroshi Agasa, Shinichi adopta a identidade de Conan Edogawa, criada a partir dos nomes dos escritores Arthur Conan Doyle e Ranpo Edogawa, para se manter no anonimato e para que a Organização dos Homens de Preto, à qual pertencem Gin e Vodka, não regresse para o matar.
Shinichi finge ser um parente longínquo de Agasa e é adotado por Ran e seu pai, Kogoro Mouri, que é proprietário de uma agência de detectives. Shinichi e Agasa sentem que algumas pistas sobre a Organização dos Homens de Preto podem aparecer através da agência,o que permitir-lhe-á aprender mais sobre eles. Quanto ao desaparecimento de Shinichi Kudo, Conan tem que encontrar constantemente formas criativas para enganar Ran, lhe fazendo achar que está tentado resolver um caso difícil e que regressará uma vez que conclua a investigação. A situação fica cada vez mais difícil quando ela começa a suspeitar sobre sua verdadeira identidade.

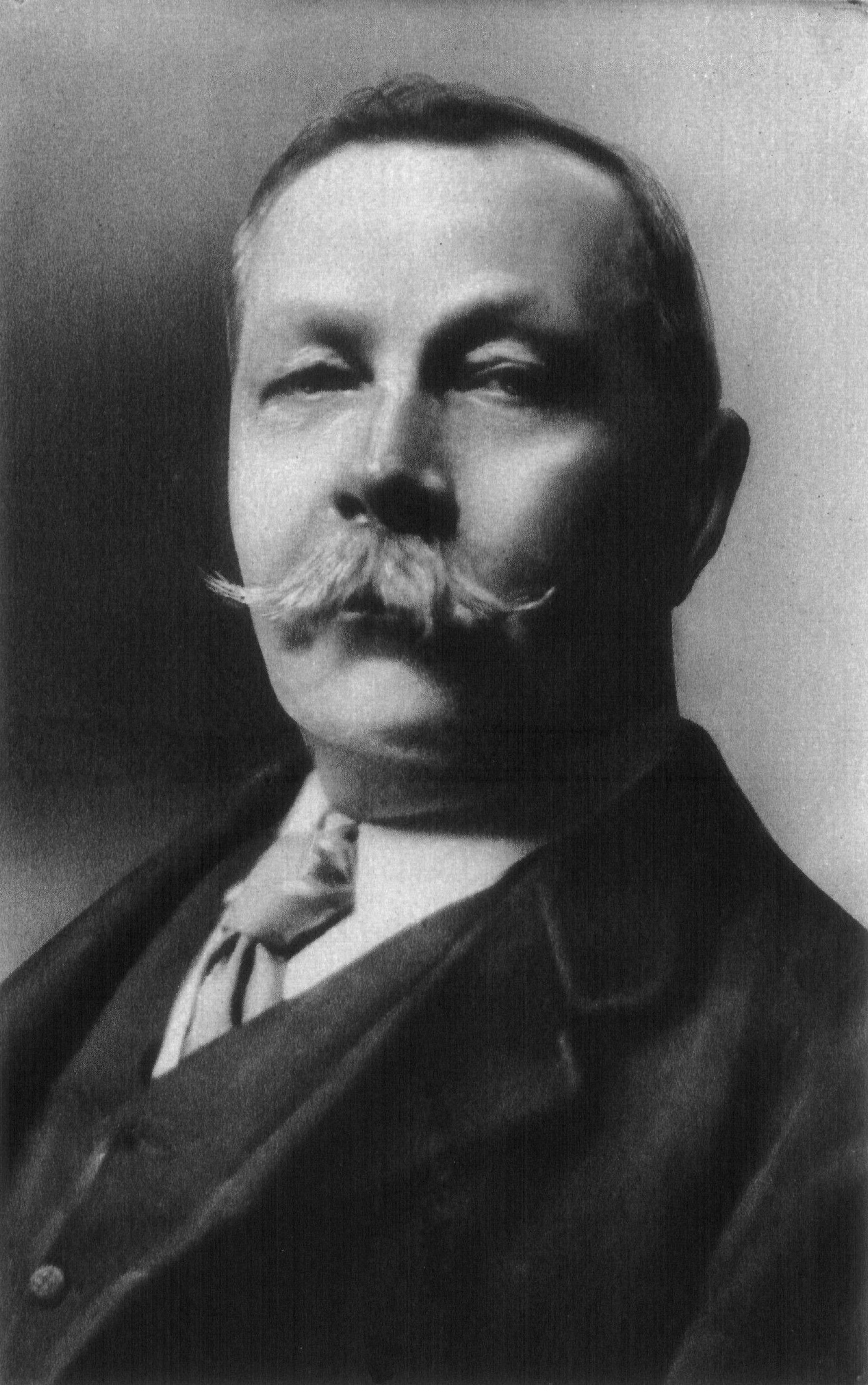
Arthur Conan Doyle

Como criança, Conan deve ir à escola Teitan, onde sem se dar conta forma com uns amigos que conhece ali uma equipa de detetives chamada de "Jovens Detetives". Os seus colegas e parceiros de equipa são três: Ayumi Yoshida, Genta Kojima e Mitsuhiko Tsuburaya; a primeira vai-se apaixonando por ele ao longo da série. Ele vê-se obrigado a adaptar-se a sua nova vida diária e se acostuma a ir ao colégio enquanto ajuda secretamente Kogoro a resolver crimes com o uso de seus artefactos inventados por Agasa. Algumas das bugigangas são uma gravata-borboleta com modulador de voz, óculos personalizados que lhe permitem rastrear e escutar através de dispositivos encobertos, umas sapatilhas que aumentam sua força ao dar um chute, um relógio anestesiante que lança dardos tranquilizantes ou um skate com energia solar, entre outros.
Conan conhece Heiji Hattori, um detetive de Osaka com o que discute possíveis teorias para resolver casos. Em seu segundo encontro, Conan faz Heiji adormecer com o seu relógio tranquilizante, enquanto, com o modulador de voz e com o detetive apoiado na parede, imita-o e resolve o caso. Ao acordar, ele encontra Conan usando a gravata moduladora, deduzindo sua verdadeira identidade e ameaçando-lhe contar a Ran, mas ao final decide não o fazer. Não obstante, mais tarde ambos se tornam amigos.
À medida que avança a série, Conan conhece a bioquímica Shiho Miyano, uma antiga membra da Organização dos Homens de Preto e inventora da droga APTX4869. Ela e sua irmã tinham crescido dentro da organização, já que seus pais, que eram cientistas, também faziam parte da organização. Depois que Gin matou sua irmã, tomou a droga para se suicidar. No entanto, do mesmo jeito que aconteceu com Shinichi, sua idade corporal retrocedeu e ela se reduziu ao tamanho de uma menina pequena. Depois escapou e adoptou o pseudônimo de Ai Haibara, sendo acolhida por Agasa. Ela promete ajudar Conan a derrotar à organização. Mais tarde, inventa um protótipo de antídoto para a droga que permite que Conan se converta temporariamente em Shinichi, o qual usa em ocasiões para enganar Ran quando esta suspeita de sua verdadeira identidade. Haibara une-se ao grupo de amigos de Conan, ainda que como este a protege, Ayumi pensa que ele a ama.[carece de fontes?]
Em várias dos filmes de Detective Conan, a personagem da série de mangá Magic Kaito, Kaito Kuroba — apelidado como Kaito Kid—, aparece como antagonista. Conan frustra suas tentativas de roubo, ainda que nunca o consegue capturar. No filme Detective Conan: The Last Wizard of the Century, Kaito revela que conhece a verdadeira identidade de Conan. Não obstante, em    Detective Conan: The Private Eyes' Requiem e em Detective Conan: The Fist of Blue Sapphire, ambos se ajudam.

### Em outros meios
Shinichi Kudo é o protagonista de todos os jogo eletrônicos relacionados com Detective Conan, bem como de todas as novelas da série. Nos filmes de acção real de 2006 e 2007, a parte quando ainda é adolescente foi interpretada por Shun Oguri; Nao Fujisaki encarregou-se do papel de sua versão de menino. No terceiro e quarto filme do mesmo tipo, lançado em 2011 e 2012, respectivamente, Junpei Mizobata interpretou Shinichi.
Em 2006, o Governo do Japão usou Conan em suas campanhas para ajudar a promover a consciência do mal do crime entre as crianças e adolescentes. Dirigido à mesma audiência, o Ministério de Assuntos Exteriores do país utilizou-o ele e a seus amigos em dois panfletos; um para promover a missão do ministério e o outro para apresentar a trigésima quarta cúpula do G8 celebrada em Hokkaido no ano de 2010. Também apareceram na sexta entrega da série de selos conmemorativos de anime, Heróis e Heroínas, emitida pelo Japan Post em 2006.

## Atores de voz

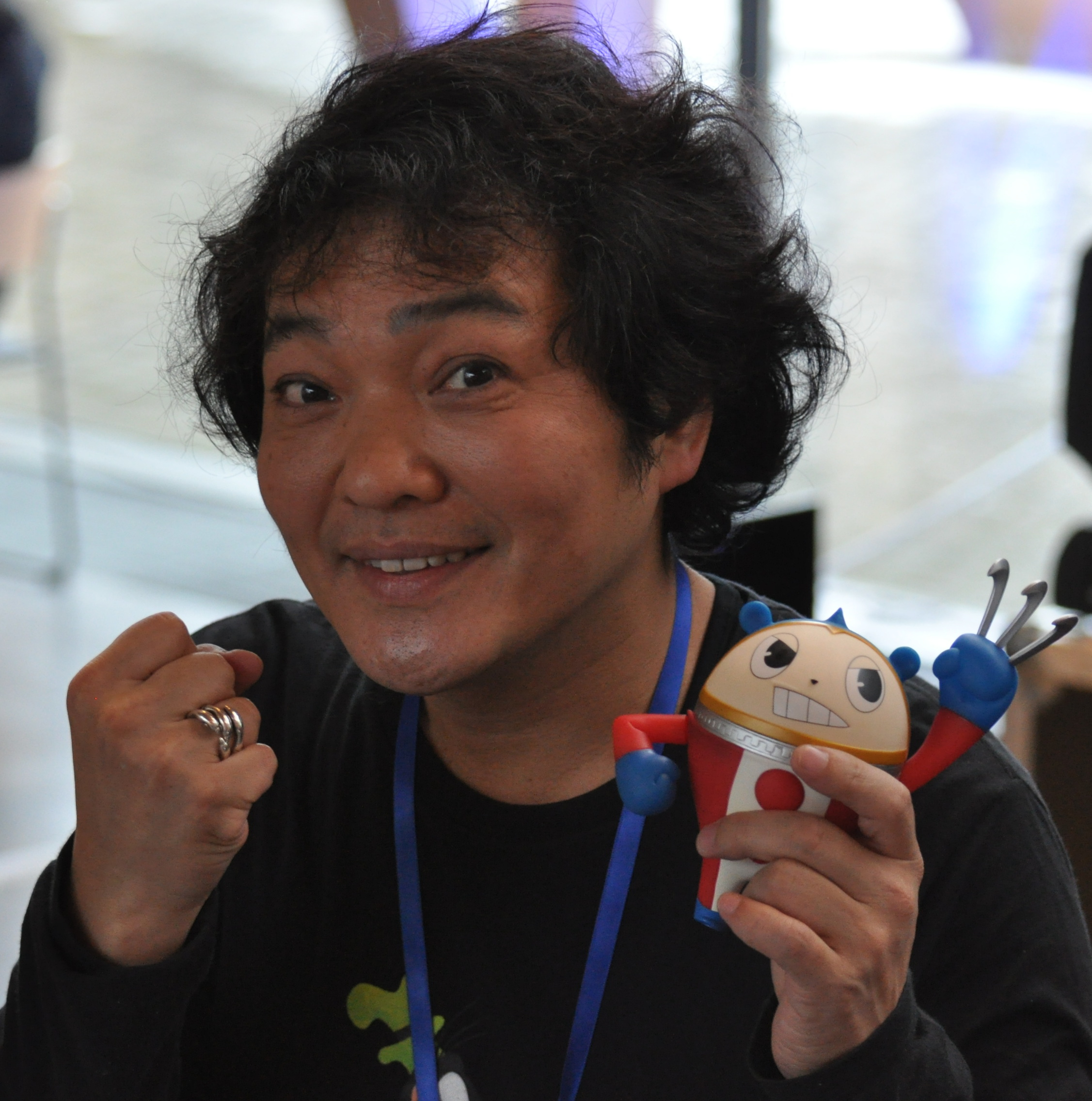
O seiyū Kappei Yamaguchi

No anime e nos filmes originais em japonês, Kappei Yamaguchi interpreta a voz de Shinichi e Minami Takayama a de Conan. Esta última é a ex-mulher do mangaka Gōshō Aoyama, ambos se casaram em 2005 e se divorciaram em 2007. Takayama já tinha feito de seiyū em outras obras criadas por Aoyama, como Yaiba.
A versão em espanhol é dublada por Juan Navarro no papel de Shinichi e por Isabel Valls no papel de Conan. Também dublaram Jonatán López no papel de Shinichi e Diana Torres no papel de Conan, os quais interpretaram grande parte da série que foi transmitida no canal Antena 3. Animax, e posteriormente Cartoon Network, seguiram-no televisando, mas agora na Espanha o anime só é transmitido no canal em catalão Super 3, onde Joël Mulachs dubla Conan e Óscar Muñoz Shinichi.
Em sua versão em Espanhol Latino para a América Hispânica, Rodrigo Saavedra exerceu o papel de Shinichi e Consolo Pizarro o de Conan. A empresa AEDEA finalizou a dublagem em outubro de 2017, que era transmitida no canal chileno ETC. Não obstante, em agosto de 2019 confirmou-se que voltar-se-ia emitir, mas apenas legendado os episódios para o espanhol que não tinham sido traduzidos e deixando a voz em japonês.
Em Portugal, Conan foi dublado por Rita Fernandes, em seus 26 episódios que foram ao ar no canal SIC. Já no Brasil, no primeiro filme da franquia, Conan foi dublado por Pedro Alcântara e Shinichi por Fábio Lucindo. Wendel Bezerra dublou Shinichi no filme Detective Conan: The Sniper from Another Dimension.

## Recepção
Em uma enquete chamada "amizade" desenvolvida pelo Ranking Japan na que os participantes tinham que eleger a personagem de anime que gostariam de ter como amigo, Shinichi Kudo ocupou o terceiro lugar. Na revista Newtype, ele ocupou o quarto lugar em 2001 e o nono em 2010 em resposta à pergunta à qual é a personagem de anime masculino mais popular. Do mesmo modo e em igual modalidade, na edição de 1998 dos prêmios Anime Grand Prix organizados pela revista Animage, Kudo foi o décimo mais votado. Por sua vez, a Mania Entertainment qualificou Conan como o terceiro melhor detetive de anime. Shinichi Kudo e Conan Edogawa foram o segundo e terceiro personagem, respectivamente, mais popular da série segundo uma enquete do site ebooksjapan.jp. Jian DeLeon, do site Complex, nomeou-o como o décimo oitavo numa lista dos "vinte e cinco personagens de anime mais elegantes". Numa enquete realizada pela Charapedia em 2014, ele foi considerado pelos visitantes do site o terceiro personagem de mangá e anime mais inteligente, e em 2017 como o quinto dos animes.
O site Hobby Consolas declarou: 
Conan vive numa contínua roleta russa de morte, com casos sem resolver [...] e com a sua tensão sexual não resolvida com Ran.
 Também mencionou que:
Graças a seus inseparáveis amigos e a seu rápido skate, nenhum inimigo lhe escapa por mais astuto que pareça.
O médico Shigeomi Shimizu se encarregou de investigar cientificamente a personagem, e comparou o encolhimento de Shinichi com a apoptosis. Mike Toole, do site Anime News Network, disse em referência à série:

Os meninos adoram o carisma burbujeante de sua personagem principal e sua confiável equipe de amigos, os "Jovens Detetives".